# Jean Daniélou
Jean Daniélou (n. 14 mai 1905, Neuilly-sur-Seine - d. 20 mai 1974, Paris) a fost un teolog iezuit, istoric și cardinal francez, membru al Academiei Franceze.

## Biografie

A studiat la Sorbona, apoi s-a alăturat Companiei lui Isus. Este hirotonisit în 1938. În 1942 își ia doctoratul în teologie și se dedică studiului Părinților Bisericii. A fost unul dintre fondatorii colecției „Sources chrétiennes”. Din 1944 este profesor la Institutul Catolic din Paris, unde ajunge decan. La cererea papei Ioan al XXIII-lea a participat ca expert la Conciliul Vatican II. În 1972 a fost ales membru al Academiei Franceze.

## Traduceri în limba română
- Jean Daniélou, Biserica primară. De la origini până la sfârșitul secolului al treilea, Traducere din limba franceză: George Scrima, Editura Herald, Colecția Cultură și Civilizație, București, 2008, 320 p., ISBN 978-973-111-058-5
- Jean Daniélou, Reflecții despre misterul istoriei, Editura Universității din București, 1996, 304 p., ISBN 973-575-053-8